# 高谷惣亮
高谷惣亮（日语：／ Takatani Sōsuke，1989年4月5日—），日本男子摔跤运动员。他曾代表日本参加世界摔跤锦标赛，获得一枚银牌。他也曾参加2012年、2016年和2020年夏季奥林匹克运动会。